# Cabreúva (São Paulo)
Cabreúva ist eine Stadt im brasilianischen Bundesstaat São Paulo. 2022 lebten in Cabreúva nach offizieller Schätzung 47.011 Menschen auf 260 km².

## Geographie

### Distrikte
Die Gemeinde ist in Distrikte unterteilt:
- Cabreúva – Hauptdistrikt
- Bom Fim do Bom Jesus
- Jacaré
- São Francisco do Pinhal

## Geschichte
Die Gemeinde wurde 1859 durch Landesgesetz gegründet.

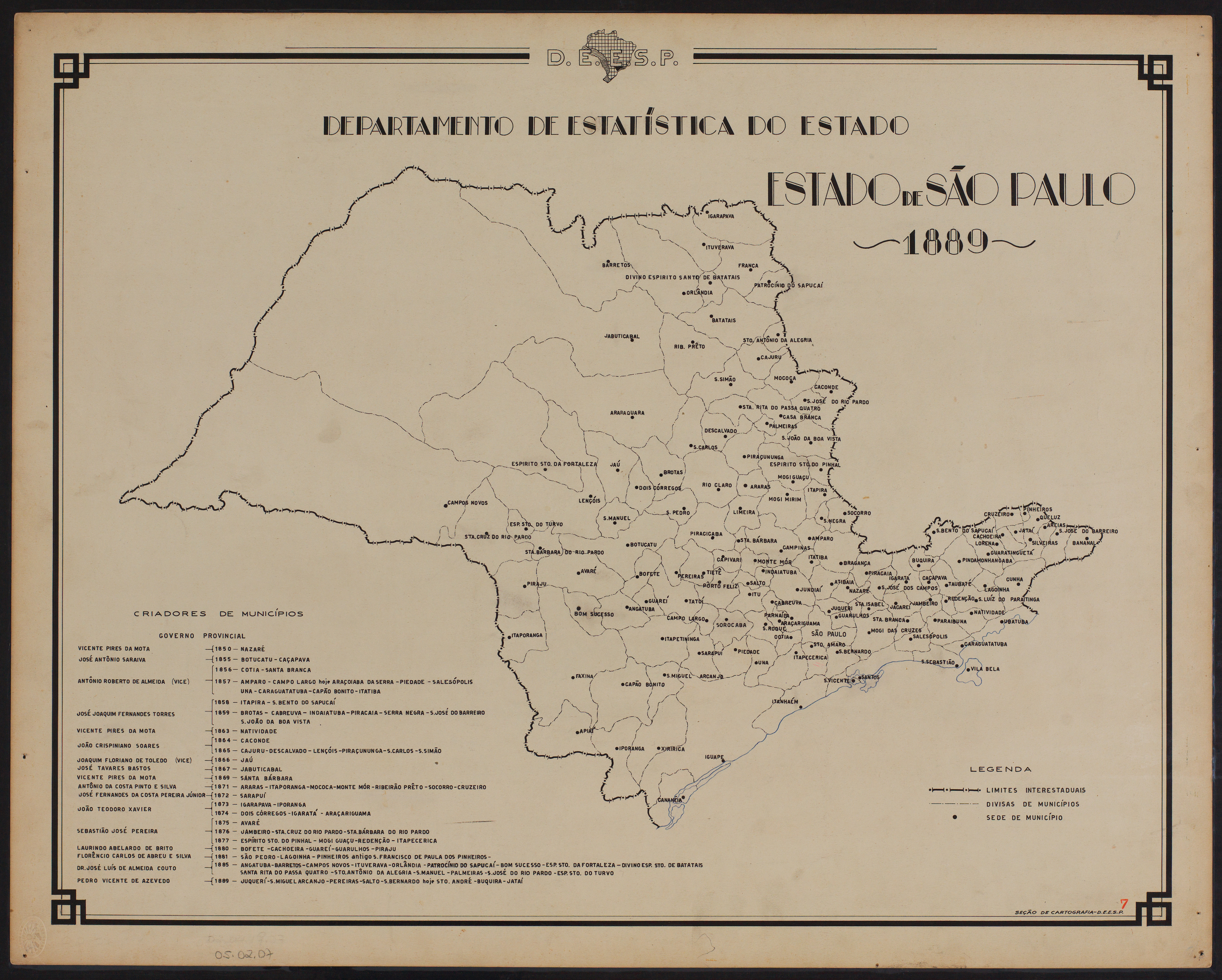
Karte des Bundesstaates São Paulo (1889).

## Bevölkerung
| Bevölkerungsentwicklung | Bevölkerungsentwicklung |
| Jahr                    | Bevölkerung             |
| ----------------------- | ----------------------- |
| 1920                    | 5.884                   |
| 1940                    | 4.970                   |
| 1950                    | 6.347                   |
| 1960                    | 6.512                   |
| 1970                    | 7.679                   |
| 1980                    | 11.716                  |
| 1991                    | 18.814                  |
| 2000                    | 33.100                  |
| 2010                    | 41.604                  |
| 2022                    | 47.011                  |
| [ 4 ] [ 5 ] [ 6 ]       |                         |

## Religion
Das christentum ist in der Stadt wie folgt vertreten:

### Römisch-katholische Kirche
Die römisch-katholische Gemeinde ist Teil des Bistums Jundiaí.

### Protestantische Kirche
In der Stadt gibt es die unterschiedlichsten evangelischen Glaubensrichtungen, hauptsächlich Pfingstler, darunter die brasilianischen Assemblies of God, die Christliche Kongregationalistische Kirche in Brasilien, und andere.